# Като, Кунио
Кунио Като (яп. 加藤 久仁生, англ. Katō Kunio, 24 апреля 1977, Кагосима, Япония) — японский мультипликатор и иллюстратор книг, лауреат премии Оскар Американской киноакадемии 2009 года за лучший анимационный короткометражный фильм.

## Биография
Кунио Като родился в 1977 году в префектуре Кагосима в Японии. Он изучал искусство графики в Университете искусств Тама в Токио. Первоначально специализировался на книжной иллюстрации, а с третьего курса на анимации. Во время учёбы получал национальные награды за анимацию.
В 2001 году он присоединился к анимационной студии Robot Communications Inc., занимающейся среди прочего производством короткометражной анимации, кинофильмов и рекламных роликов. В том же году он снял свой первый короткометражный мультфильм для этой студии.
В 2003 году снял сериал «Дневник путешественника» (другое название — «Дневник Тортова Роддла») — шесть коротких эпизодов (продолжительность каждого из них — 2,5 минуты) о путешествия юного странника на огромной длинноногой свинье. Сериал вдохновлён произведениями Франца Кафки. Эпизоды выдержаны в синевато-зелёной гамме и являются поэтическими зарисовками, сопровождаемыми титрами, выдержанными в традициях немого кино начала XX века. Один из эпизодов, резко отличающийся от остальных продолжительностью (5,5 минут), отсутствием титров и преобладающим в нём настроением (юмористическая зарисовка галлюцинаций путешественника под воздействием неизвестных ему ягод), не вошёл в окончательный вариант сериала и стал отдельным мультфильмом, демонстрировавшимся под названием «Красные ягоды». Сериал был номинирован на приз The Annecy Cristal на Annecy International Animated Film Festival в 2004 году.
В 2008 году он создал короткометражный фильм «Дом из маленьких кубиков» в сотрудничестве с писателем и сценаристом Kenya Hirata, за который он был удостоен Оскара. В том же году он опубликовал иллюстрации к одноимённой книге, за которые получил награду от Association des Bibliothecaires de France (ABF). В 2008 году вторым из японцев получил за этот фильм одну из самых престижных премий в области анимации — «Annecy Crystal Award» на международном фестивале анимационных фильмов в Анси (Франция). Замысел этого фильма появился у режиссёра в студенческие годы, когда Като нарисовал несколько рисунков с человечком, который строил дом из кубиков. Когда компании ROBOT необходимо было делать цикл трогательных коротких фильмов, Като использовал свои студенческие эскизы для создания фильма. Первоначальный замысел касался проблем семьи, но для компании надо было делать что-то на тему памяти, поэтому концепция картины была существенно переработана. Так получилась трогательная история об одиноком старике, который случайно восстанавливает в памяти давно забытые вещи. Это фильм о памяти, семье и одиночестве.

## Особенности творчества
Режиссёр вырос на мультфильмах Исао Такахаты и Хаяо Миядзаки. Като предпочитает традиционную рисованную мультипликацию без использования компьютерных технологий. Он рисует не в традиционной для аниме стилистике, а полностью вручную цветными карандашами и красками. Его творчество близко к стилю российского аниматора Юрия Норштейна. По утверждению японского режиссёра, работы Норштейна (особенно «Сказка сказок» и «Ёжик в тумане») произвели на Като большое влияние и побудили его стать аниматором.
Като обращает внимание на реальные проблемы и жизненные истории обычных людей, но трактует их в символическом и гротескном стиле. Его не привлекает героизм и политика.
До получения Оскара Като, по его словам, работал в тяжёлых условиях, имел небольшое помещение без окон в подвале, так как отдел анимации в компании ROBOT небольшой.

## Фильмография
| Год  |    | Русское название         | Оригинальное название            | Роль                |
| ---- | -- | ------------------------ | -------------------------------- | ------------------- |
| 2000 | мф |                          | Robotting                        | режиссёр            |
| 2001 | мф | Инцидент с яблоком       | Оригинальное название неизвестно | режиссёр            |
| 2003 | мф | Красные ягоды            | Оригинальное название неизвестно | режиссёр            |
| 2003 | мф | Фантазия                 | Оригинальное название неизвестно | режиссёр            |
| 2003 | мф | Дневник путешественника  | 或る旅人の日記                   | режиссёр, сценарист |
| 2008 | мф | Дом из маленьких кубиков | つみきのいえ                     | режиссёр, сценарист |
| 2012 | мф |                          | Yuki                             | режиссёр            |
| 2012 | мф |                          | Potâju                           | режиссёр            |
| 2014 | мф |                          | Kyuujitsu                        | режиссёр            |
| 2014 | мф |                          | Kâten kôru                       | режиссёр            |
| 2014 | мф |                          | Hirune                           | режиссёр            |
| 2014 | мф |                          | Asa                              | режиссёр            |
| 2014 | мф |                          | Aitsu                            | режиссёр            |

## Основные награды
- 2008. Annecy International Animated Film Festival. The Annecy Cristal[10].
- 2008. Hiroshima International Animation Festival. Главный приз и Приз зрительских симпатий
- 2009. Премия «Оскар» Американской киноакадемии за Лучший анимационный короткометражный фильм[11].

## Деятельность в качестве художника-иллюстратора
Режиссёр сотрудничает в качестве художника-иллюстратора с Publisher Hakusensha Inc. В 2012 году иллюстрации Кунио Като были выставлены на персональной выставке, которая проходила в Towada Art Center в городе Товада (префектура Аомори), также эта выставка была представлена в Hachioji Yume Art Museum в западном Токио и Nagashima Museum.